# 울산왜성
울산왜성(蔚山倭城)은 울산광역시 중구 학성동에 남아있는 정유재란 때 일본군이 쌓은 일본식 성곽(왜성)이다. 1997년 10월 30일 울산광역시 문화재자료 제7호로 지정되었다.

## 명칭

대동여지도의 울산 부근. 물길이 갈라지는 부근에 울산왜성이 위치한 도산(島山)이 있다.

임진왜란 때 울산 지역에 일본군이 축성한 성이기 때문에, 울산왜성이라 불린다. 축성 당시 조선과 명나라의 연합군은 성이 위치한 산의 이름을 따서 도산왜성이라는 이름으로 불렀다. 조선 후기에는 모습이 시루와 같다고 하여 학성(鶴城)이라는 별칭으로 불리었으며, 이에 따라 주변 마을도 학성리라고 불렸다.
조선 정조 때에 저술을 시작하여 고종 때에 간행된 《울산읍지》에 이 성은 신학성(神鶴城)이라는 이름으로 기재되어 있으며, 이를 통해 이 성을 학성이라고 부르는 경향이 조선 후기 때부터 존재하였음을 알 수 있다. 일제강점기에 문화재 지정을 하면서도 이 성의 정식명칭을 울산학성으로 정하였고, 이곳에 공원이 조성될 때에도 학성공원이라는 이름이 사용하였다. 그러나 최근에는 이 성과는 별개로 고려 때에 축성된 학성이 따로 존재하였다고 보는 학설이 유력하여, 학성이라는 명칭은 잘못 전해진 것으로 보는 시각이 일반적이다. 이러한 견해에 따라 1997년에 지방유형문화재로 지정될 때에는 정식명칭을 울산왜성으로 정하였다.

## 현지 안내문
울산광역시 학성동에 있는 이 성은 신라의 계변성이라 불리던 성을 선조 30년(1597) 정유재란 때 왜장 가토 기요마사가 새로 쌓은 왜성으로, 우리측에서는 섬처럼 생긴 형상이라 하여 도산성이라 불렀다.
선조 30년(1597) 12월 23일부터 이듬해 1월 4일까지 치열한 전투가 벌어졌는데, 왜군은 우리군과 명나라 연합군에 밀려 성 안으로 들어갔다. 그러나 식량이 없어 소변을 마시고 말을 잡아먹으면서도 성을 지킨 왜군은 구원병이 오자 성벽을 3중으로 쌓아 수비를 강화하였다. 하지만 이듬해(1598) 2차 전투에서 패한 왜군은 밤에 성을 불태우고 후퇴하였다.
이 성은 산정상을 중심으로 본성을 두고, 북쪽과 서북쪽에 2∼3겹으로 성벽을 쌓았는데, 성벽의 길이는 1.300m이고 높이는 10∼15m이다. 여기에 망을 보기 위해 높이 지은 망루 12개를 만들었으며, 남쪽을 제외한 3면에 흙으로 제방을 쌓고 다시 그 위에 나무 울타리를 설치하였다. 남쪽은 바다를 접하고 있어 배가 성 아래까지 들어와 정박할 수 있었다.

### 동서문물연구원 해설
1985년 동아대학교 박물관 조사에서는 2지환으로 이어지는 등석원과 3개소의 곡륜, 2개소의 요곡륜, 그리고 문지로 예상되는 유구를 확인되었다.
동서문물연구원 조사에는 구릉의 정상부에 축조된 왜성 본환에서 서남쪽으로 이격된 평지(해발 약 4m 선상)에 축조된 성벽의 일부 구간으로, 50˚내외의 경사를 가진 외벽의 축조기법상 왜성으로 파악할 수 있다.
확인된 왜성의 성벽은 외벽의 경우 (소형할석+밤자갈) 30cm 내외의 할석을 약 2m 범위로 채워서 외벽석을 뒤채움하였지만, 내측은 판축상으로 성토하여 토축되어 있다. 성토된 성벽 내부는 기존의 왜성자료에서는 확인되지 않는 분단시공과 관련된 석렬이 확인되었다.

## 역사

울산성 전투를 그린 일본의 병풍화. 병사들이 둘러싼 성이 울산왜성이다.

임진왜란 당시, 조선과 명나라의 연합군에 의하여 충청도에서 진로를 가로막힌 일본군은, 1597년 9월 16일 한반도의 남해안으로 군사를 물려 방어에 나섰다. 이 때에 일본군은 남해안 일대에 군사를 주둔시키고 연합군을 저지하기 위한 목적으로 다수의 성곽을 건조하였다. 울산왜성 역시 이 때에 건조된 성곽 중의 하나로, 가토 기요마사가 설계하였다고 전해진다.
축성이 시작된 것은 1597년 10월 혹은 11월로 추측되며, 오타 가즈요시의 감독 아래, 모리 히데모토와 아사노 요시나가 등 주고쿠 지방의 다이묘들과 가토 기요마사의 병사 일부가 공사를 맡았다. 성벽의 자재 중 일부는 병영성과 울산읍성을 허물어 조달하였다. 공사가 마무리된 후, 같은 해 12월 4일에는 서생포왜성에 주둔하던 가토 기요마사가 주둔지를 이곳으로 옮기면서 일본군의 방어거점 역할을 하게 되었다. 울산왜성의 위치는 정유재란 당시 최전선이었으며, 두 차례에 걸친 울산성 전투가 이곳에서 벌어졌다. 울산왜성을 거점으로 농성한 가토 기요마사는 두 전투에서 모두 연합군을 방어하는 데에 성공하였다.
1598년 11월 18일, 도요토미 히데요시의 죽음으로 철수하게 된 일본군이 성에 불을 질러, 성의 기능을 잃어버렸다. 그러나 이후에도 한동안 조선수군의 주둔지로 이용되었으며, 1624년부터 30년간은 군함 생산기지인 전선창(戰船廠)이 위치하기도 하였다.
일제강점기에는 일본 제국에 의해 국가 사적으로 지정되어 관리되었다. 대한민국 정부 수립 이후, 1963년 1월 21일에는 울산학성(蔚山鶴城)이라는 이름으로 사적 제9호로 지정되었다. 그러나 1997년 1월 1일에 일제지정 문화재에 대한 재평가에 따른 등급조정으로, 다른 왜성들과 함께 사적에서 해제되었다.
이후 1997년 10월 30일 울산광역시 문화재자료 제7호로 지정되면서, 공식명칭도 울산왜성으로 고쳤다.
현대에 와서 공원이 조성되고 도심이 확장되면서 원래의 모습을 많이 잃어버렸으나, 혼마루의 성벽과 강가의 일부 흔적에서 여전히 자취를 찾아볼 수 있다.

## 입지

토성의 흔적이 있는 울산왜성의 동쪽. 멀리 동천이 내려다 보인다.

### 지리적 입지
평야 한가운데에 솟아있는 해발 50m의 낮은 산에 위치하고 있다. 산의 북서쪽은 경사가 완만하고 낮으며, 동쪽은 경사가 급하고 높다. 축성 당시에는 태화강의 하구가 성의 남쪽에 맞닿아 있었으며, 만조 때에는 성 바로 아래까지 바닷물이 들어왔다. 이를 이용하여 강가에는 보급과 연락을 위한 정박지가 있었다. 이를 나타내는 선입지(船立址) 석표의 유구가 남아 있다. 그러나 현재는 오랜 퇴적작용으로 인하여 하구가 훨씬 동쪽으로 이동하여 있고, 성 아래를 흐르던 강줄기도 간척되어 주택가가 되어 있다.

### 전략적 입지
성이 위치한 산은 다른 산줄기와는 고립되어 있기 때문에, 사면 어디에서든 공격로를 찾기에 쉽지 않은 구조를 하고 있다. 이로 인하여 울산성 전투 초반, 돌격전을 감행하였던 연합군은 큰 피해를 입고 성을 점령할 수 없었다. 반면에 산이 고립되어 있는 만큼, 공격측이 충분한 병력을 가지고 있을 때에는 성을 포위하여 보급로를 차단하기 쉬웠다. 또한 성내에 우물이 없는 점으로 인하여 식수수급이 매우 곤란한 약점이 있었다. 실제로 울산성 전투에서 연합군에 의하여 포위된 일본군은, 군량보급과 식수수급이 차단되어 큰 피해를 보았다.

## 구조

산노마루가 위치하였던 장소. 정면에 박상진 의사 추모비가 보인다.

성벽이 산 정상부를 3겹으로 둘러싸고 있는 일본의 성곽 형태를 가진다. 산 정상과 강가의 해발 45m 지점에 동서로 100m, 남북으로 60m 정도의 혼마루를 두고, 1차 성벽을 둘렀다. 혼마루 북쪽의 해발 35m 지점에 동서로 100m, 남북으로 40m 정도의 니노마루를 두어, 2차 성벽을 둘렀다. 3차 성벽이 두르고 있는 산노마루는 혼마루 북서쪽으로 해발 25m 지점에 위치하고 있었으며, 동서로 40m, 남북으로 100m 정도의 크기였다. 성벽의 높이는 10~15m였으며, 세 성벽의 길이를 모두 합하면 1,300m 정도였다.
성벽은 산의 경사에 의지하여 외부를 큰 돌로 쌓고 내부를 적심석(積心石)으로 가득 채우는 산탁(山托)형식을 취하고 있다. 외벽은 일본의 성벽과 같이 비스듬한 각도를 유지하며, 다듬어진 큰 돌 사이에 작은 돌을 끼워 반듯하게 축조되었다. 성벽의 내부 적심석은 다듬지 않은 자연의 잡석을 이용하였다. 이때 성벽에 가까운 적심석은 등석원(登石垣)의 길이대로 열을 맞추어 계단 형태로 쌓았기 때문에, 외벽이 무너져도 내부 적심석은 훼손되지 않도록 하는 구조를 가지고 있다. 이는 조선 전기의 평지성에서 흔히 나타나는 축성방식으로, 왜성의 건조에 일본의 축성기술은 물론 조선의 축성기술도 영향을 미쳤음을 보여준다.
성에는 12개의 성로(城櫓)가 있어 망루의 역할을 하였다. 남쪽을 제외한 3면의 성벽 아래에는 흙벽을 쌓고 목책을 둘렀으며, 여기에 철포를 설치하여 방어선으로 삼았다.
이외에도 성의 동쪽, 현재의 울산중앙여고 부근을 지나 동천(東川)까지 약 500m에 이르는 평지에, 길게 토성(土城)을 쌓은 흔적이 있다. 토성은 기단부가 8m 정도의 넓이에 위로 갈수록 좁아지는 형태이며, 주변의 논과 인가의 흙을 퍼올려 급히 건축되었다. 토성 위에는 150 cm 간격으로 목책을 세운 흔적이 있다. 그러나 이 주변은 택지개발이 이루어져, 현재 규모나 특징은 거의 파악할 수 없다.

## 후대에의 영향
울산왜성은 포위공격에 의한 보급과 식수수급 차단에 취약하였기 때문에, 가토 기요마사가 지휘한 일본군은 이로 인하여 큰 피해를 보았다. 이 전투에서의 피해는 가토에게 전투에서 군량과 식수확보의 중요성을 깨닫게 하는 계기가 되었다. 이러한 울산왜성의 취약점은 가토가 자신의 영지에 쌓은 구마모토성 건조에 참고되었다. 구마모토 성은 포위된 상태에서도 군량과 식수확보가 용이하도록, 성내에 120여개의 우물을 확보하고 실내의 다다미를 식용 가능한 토란 줄기로 만드는 등의 대비책을 마련하였다.

## 학성공원

학성공원 입구

학성공원(鶴城公園)은 옛 울산왜성 터에 조성된 울산광역시의 공원이다. 1913년, 울산의 유지인 추전 김홍조가 주변 7천여평의 땅을 사들여 조성하였다. 흑송, 벚꽃, 매화 등을 심어 조성된 공원은, 1928년 울산면에 기증되어 현재까지 울산의 대표적인 도시공원으로 이어져오고 있다.
공원부지 내에는 봄편지 노래비, 박상진 의사 충모비, 충혼비, 놀이터와 운동기구 및 각종 편의시설이 위치하고 있다. 소나무를 중심으로 녹지가 조성되어 있으며, 산허리에 조성된 산책로는 시민들의 쉼터가 되고 있다. 또한 공원 내에 보물 제441호인 《울산 태화사지 십이지상 사리탑》가 전시되어 있다.
학성공원은 울산을 대표하는 시민들의 휴식처로서의 역할을 해왔으나, 울산왜성의 보존에 부정적인 역할을 하였다. 인도와 화단이 조성되고 편의시설과 상점이 들어서면서, 북서쪽 성벽과 니노마루 및 산노마루는 대부분 훼손되었다.

## 참고 자료
- 울산왜성 - 국가유산청 국가유산포털

## 같이 보기
- 서생포왜성
- 울산성 전투